# فايكروسا
خوسي ماريا ميلياس فايكروسا Josep María Millàs Vallicrosa (ت. 1970 م) هو مستشرق إسباني.
أهم آثاره كتاب «دراسات عن الزرقالي»، 1936 م.